# Нимфомания
Нимфомания (от др.-греч. νύμφη — невеста + μανία — страсть, безумие; лат. nymphomania), метрома́ния (μήτρα — матка), андрома́ния (ἀνήρ, род. ἀνδρός — мужчина), устар. разг. бе́шенство ма́тки — повышенное половое влечение у женщин; вид гиперсексуальности.
Нимфоманию как патологию не следует путать с употреблением слова «нимфомания» в переносном значении, обычно в просторечии.

## История
Описания нимфомании впервые появились в 1700-х годах. Но только в конце 1800-х этот ярлык превратился в психиатрический диагноз и широко применялся к чрезмерно сексуальным женщинам. Тогда общество считало означенных женщин с ненасытными сексуальными желаниями правонарушителями, а врачи рассматривали нимфоманию как заболевание.
Ко времени Чарльза Дарвина в 1871 году считалось, что естественный отбор происходит таким образом, что единственное, чего жаждет женщина, — это респектабельный брак и дети.
Мужской вариант диагноза, сатириаз, применялся редко; трудно было представить мужчин, желающих слишком много секса.
Лечение нимфомании было тяжелым. Обычно назначались удаление клитора и яичников, пиявки внутрь влагалища, холодные ванны и принудительный постельный режим.
В 1886 году доктор Теофилус Парвин рекомендовал регулярные физические упражнения и вегетарианскую диету в сочетании с вагинальным применением кокаина.

## Значение
Нимфомания наряду с оральным сексом, мастурбацией и гомосексуализмом, была исключена из «Диагностического и статистического руководства по психическим расстройствам» Американской психиатрической ассоциации в 1980 году. Со временем исследования сексуального поведения привели к изменению терминологии, используемой для описания гиперсексуального поведения, на такие термины, как гиперсексуальное расстройство, компульсивное сексуальное поведение и сексуальная зависимость.
Некоторые сексологи рассматривают гиперсексуальное поведение как навязчивую проблему или проблему контроля импульсов, в то время как другие относятся к нему как к зависимости.

## Описание
Характерна постоянная сексуальная неудовлетворённость и эротическое фантазирование, определяющее неудержимые и непрерывные поиски новых партнёров. Вследствие расторможения сексуального поведения могут происходить случайные половые связи. Иногда термин «нимфомания» употребляется в переносном смысле для обозначения форм сексуального поведения у женщин, не одобряемых обществом, или выражения отрицательного отношения пуританской морали к сексуальной активности женщин. Страдающих нимфоманией женщин называют нимфома́нками.
Способность лучше контролировать своё поведение в отборе полового партнёра отличает остальных людей от людей, страдающих нимфоманией. Нимфомания проявляется выраженными импульсивными, часто неконтролируемыми, навязчивыми стремлениями к разнообразным половым контактам с разными партнёрами. При этом наблюдается высокая степень неразличимости сексуального объекта: часто пол, возраст и внешность случайного партнёра имеют мало значения. Термин нимфомания отличается от понятия «сексуального промискуитета», тем не менее, предлагаемые определения используют оба эти выражения как взаимозаменяемые.
Нимфомания, как правило, связана с недостижением оргазма (нимфоманическая фригидность), поэтому половые контакты полного удовлетворения не приносят. Возбуждение при истинной нимфомании носит субъективный характер, без адекватных физиологических реакций со стороны половых органов. Навязчивый характер полового влечения без вовлечения в процесс возбуждения половых органов указывает на наличие психопатологии.

## Характеристика
Компульсивное сексуальное поведение характеризуется чрезмерными сексуальными фантазиями, побуждениями и поведением, а также импульсом действовать в соответствии с ними с согласия людей.
Характеристики включают:
- навязчивые и повторяющиеся мысли или желания;
- трудно уменьшить или остановить поведение;
- участие в фантазиях, побуждениях или поведении как средство побега или преодоления сложных эмоций или стрессовых ситуаций;
- несколько половых партнёров;
- беспокойство;
- депрессия;
- вина и стыд;
- продолжающееся участие в поведении без учёта причинения вреда себе или другим;
- озабоченность или трата чрезмерного количества времени на размышления или сексуальные контакты[7].

Эти характеристики часто являются разрушительными и могут существенно повлиять на общее качество жизни человека.
Другие осложнения могут включать риск инфекций, передающихся половым путём, и снижение социальной поддержки. В некоторых случаях у человека могут возникать суицидальные мысли.

## Причины возникновения
Нет чёткой причины нимфомании или компульсивного сексуального поведения. Каждый отдельный случай уникален. Тем не менее, исследования пролили некоторый свет на факторы, которые могут способствовать гиперсексуальному поведению, в том числе:
- Стрессовые жизненные события
- Травма, в том числе сексуальное насилие
- Дисбаланс химических веществ мозга, называемых нейротрансмиттерами
- Триггеры окружающей среды
- Неврологические состояния и лекарства, используемые для их лечения, такие как болезнь Паркинсона.

Некоторые исследования указывают на такие черты, как недальновидность, импульсивность и озабоченность или участие в чрезмерных сексуальных фантазиях, побуждениях или поведении.
Кроме того, гиперсексуальное поведение может возникать наряду с симптомами психических заболеваний. Например, человек может стать гиперсексуальным и иметь рискованные сексуальные контакты во время маниакального эпизода биполярного расстройства.

## Коморбидность
Нимфомания часто встречается у лиц с расстройством личности, особенно истерического типа, при маниакальной фазе биполярного расстройства, олигофрении, а также некоторых формах шизофрении. В некоторых случаях нимфомания может быть следствием органического поражения гипоталамической области мозга.

## В ветеринарии
Термин «нимфомания» употребляется и в ветеринарии, в отношении поведения самок некоторых видов животных в охоте, к примеру встречается у кобыл в ряде случаев.